# Колонтаево (Московская область)
Колонта́ево — деревня в Богородском городском округе Московской области России. Расположена в 15 км от центра Ногинска на трассе Р109 Электроугли — Лосино-Петровский — Щёлково, в 32 км от МКАД по автомобильной дороге.
Автобусное сообщение с Ногинском и Электроуглями, через село проходит маршрут автобуса № 31 «Ногинск — Электроугли — Вишняково». Рядом расположена железнодорожная платформа Ярославского направления МЖД «Колонтаево».

## Население
| 1852 | 1859 | 1926 | 2002 | 2006 | 2010 |
| ---- | ---- | ---- | ---- | ---- | ---- |
| 232  | ↘214 | ↗367 | ↗435 | ↘420 | ↘369 |

## История

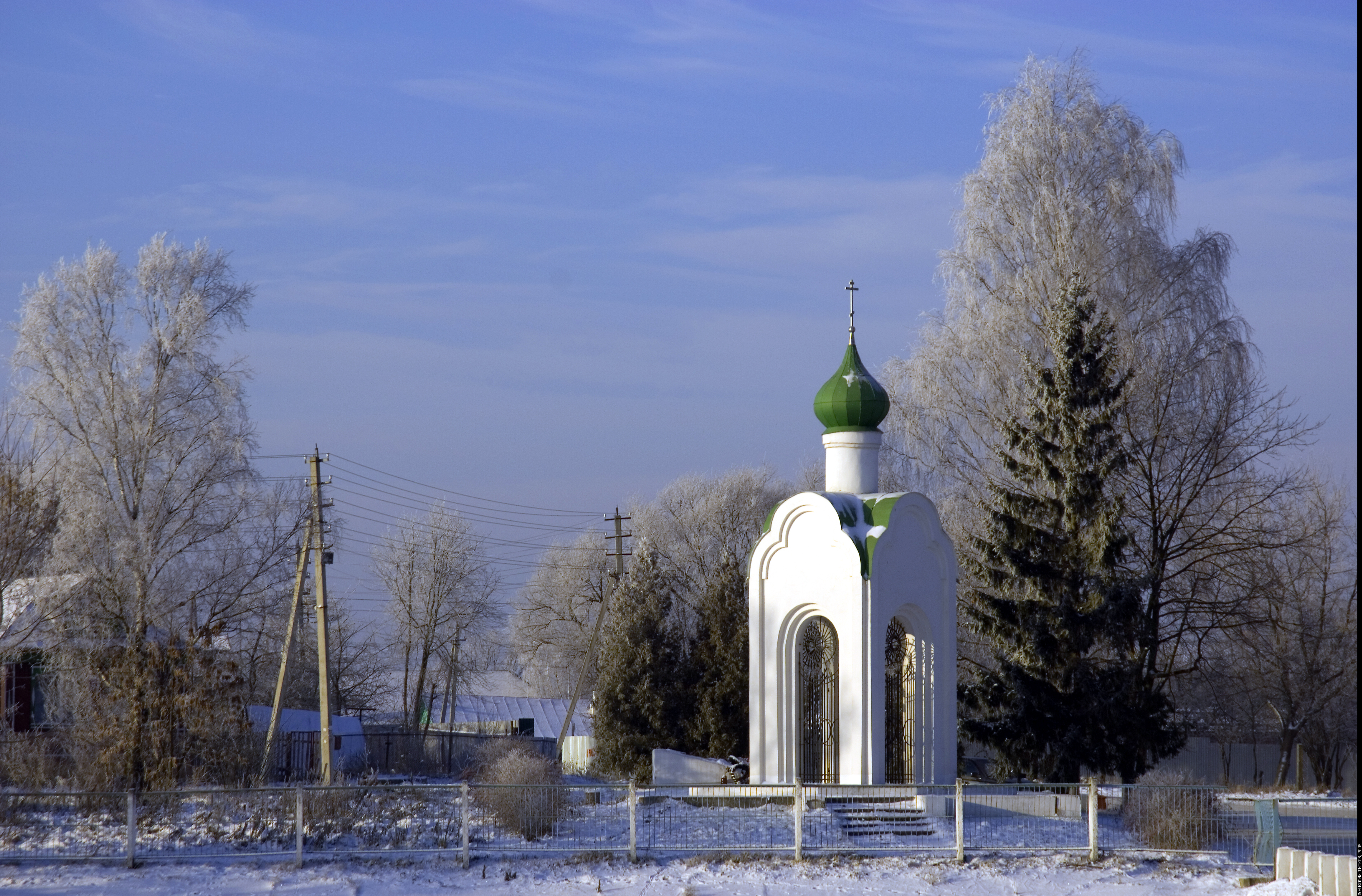
Зима в деревне Колонтаево. Георгиевская часовня

Считается[кем?], что изначально деревня называлась Колонтарево, а уже в XIX или XX столетии незаметно произошло «переименование».
Деревня Колонтаево часто меняла владельцев. Последний владелец построил в имении двухэтажную дачу, а также множество хозяйственных пристроек. Чуть позже было начато строительство плотины по проектам немецких инженеров. До наших дней дошла красивая водяная мельница, ставшая местной достопримечательностью.
С 1994 по 2006 год входила в состав Балобановского сельского округа, с 2006 по 2018 год — в состав сельского поселения Аксёно-Бутырское Ногинского района.